# Ernst Kraft

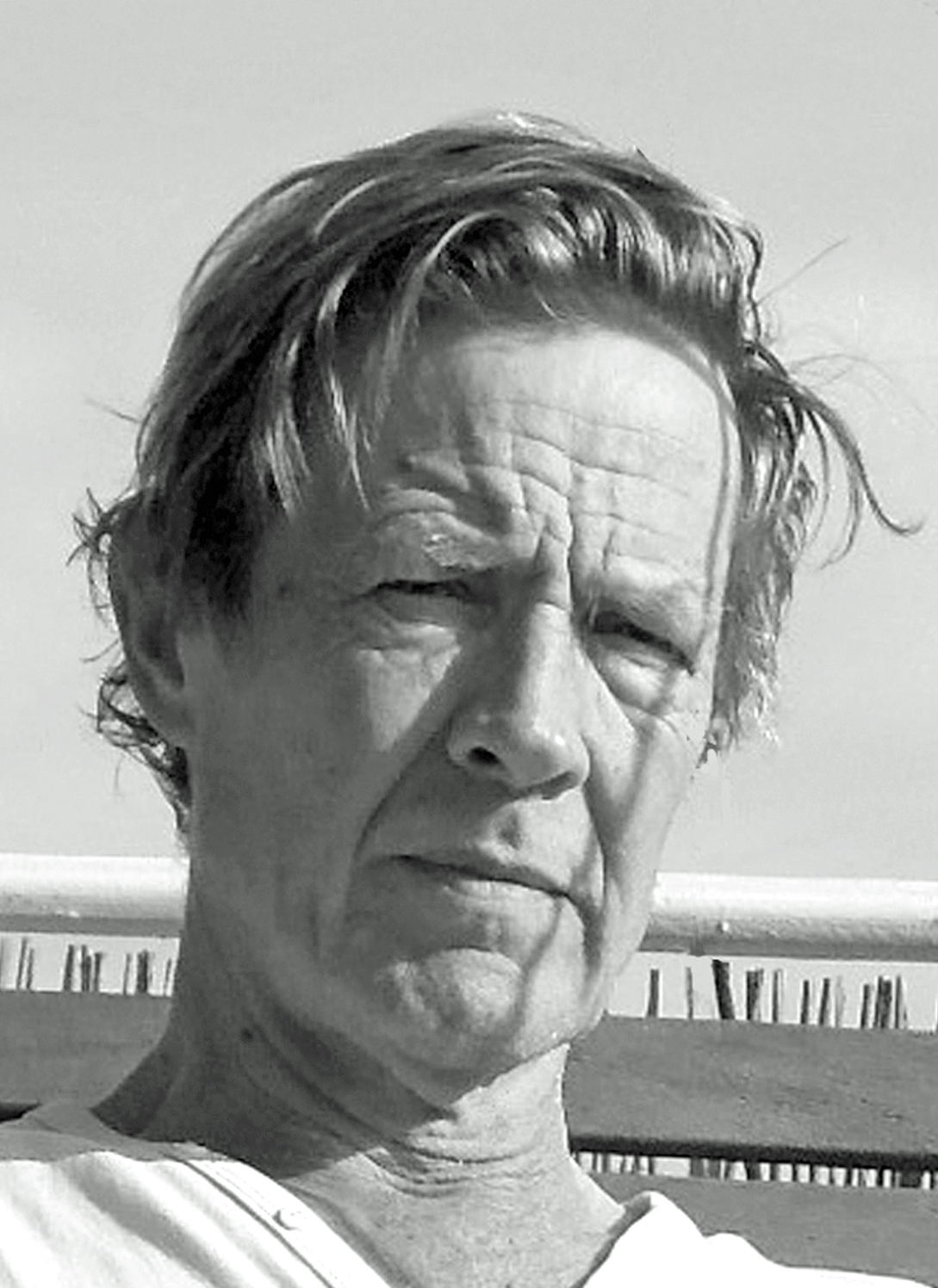
Ernst Kraft, beeldend kunstenaar, Malaga 2016

Ernst Kraft (Bloemendaal, 2 juli 1952) is een Nederlands beeldend kunstenaar. In 1989 verhuisde hij zijn atelier naar Malaga, Spanje. Sinds 2023 heeft hij zijn studio in Alicante. 

## Leven en werk
Ernst Kraft groeide op in Doorwerth. Na zijn HBS in Zetten reist hij tussen 1971 en 1976 door Noord-Amerika en Zuid-Amerika. Terugkerend naar zijn geboorteland begint hij in 1979 zijn eerste schilder- en grafisch atelier in Amsterdam. Hij maakt grafische ontwerpen voor toneel en in 1985 exposeert hij een serie denkbeeldige filmposters in het Rotterdam International Film Festival. In 1986 werden veertien affiches uit deze serie opgenomen in de collectie van de Cinémathèque Française in Parijs.
In 1989 verhuist hij naar Spanje, waar hij 20 jaar zijn atelier in Mijas heeft. Daarna vestigt hij zich in Malaga. Sinds 2023 heeft hij zijn studio in de provincie Alicante.
Zijn schilderijen, met acrylverf op doek en gemengde technieken op papier, hebben een abstract karakter, beïnvloed door het neo-expressionisme en de naoorlogse Spaanse avant-garde. 
In 1984 had hij in Slot Zeist zijn eerste solo tentoonstelling, muzikaal begeleid door fluitist Sigurd Cochius. Individuele exposities hebben plaatsgevonden in Spanje, Mexico, Argentinië, Engeland, Duitsland, Italië, België en Nederland. Naar aanleiding van de tentoonstelling Poemas de guerra, ofwel oorlogsgedichten (Málaga 2019), verschijnt het gelijknamige boek met illustraties van de werken en een speciaal voorgedragen gedicht van de Spaanse schrijver Salvador López Becerra. In 2023 exposeert hij werk op linnen en papier in het museum La Neomudéjar in Madrid, onder de titel Paisaje quebrado (Gebroken landschap), waarvan tevens een fotoboek is gepubliceerd.
In 2024 maakt hij ter gelegenheid van het James Ensor Jaar het tweeluik 'Zelfportret tussen vreemden en maskers' (acryl op linnen), dat sinds 2025 deel uitmaakt van de Kunstcollectie van de stad Oostende, België.
Zijn schilderkunstige werk wordt aangevuld met landschapskunst, installaties en sculpturale constructies in openbare ruimtes. Voorbeelden zijn: Het Labyrint van Leon in de tuin van de Alzheimer Stichting in Leon, Mexico, de Kubus, een constructie van betonstaalmatten uitgevoerd in Oostende in 2018, het Monument voor de onbekende migrant , een constructie van gaas en scheermesdraad, gemaakt ter gelegenheid van de Internationale Kunst Triënnale 2021 in Tijuana, Mexico.